# Antilly (Moselle)
Pour les articles homonymes, voir Antilly.
Antilly est une commune française située dans le département de la Moselle, en région Grand Est.

## Géographie
|         | Chailly-lès-Ennery |                |
| Argancy | Antilly            | Vigy           |
|         | Charly-Oradour     | Sanry-lès-Vigy |

### Hydrographie
La commune est située dans le bassin versant du Rhin au sein du bassin Rhin-Meuse. Elle est drainée par le ruisseau la Bevotte et le ruisseau d'Argancy.
Le ruisseau la Bevotte, d'une longueur totale de 12,1 km, prend sa source dans la commune de Vry et se jette  dans la Moselle à Argancy, après avoir traversé six communes.

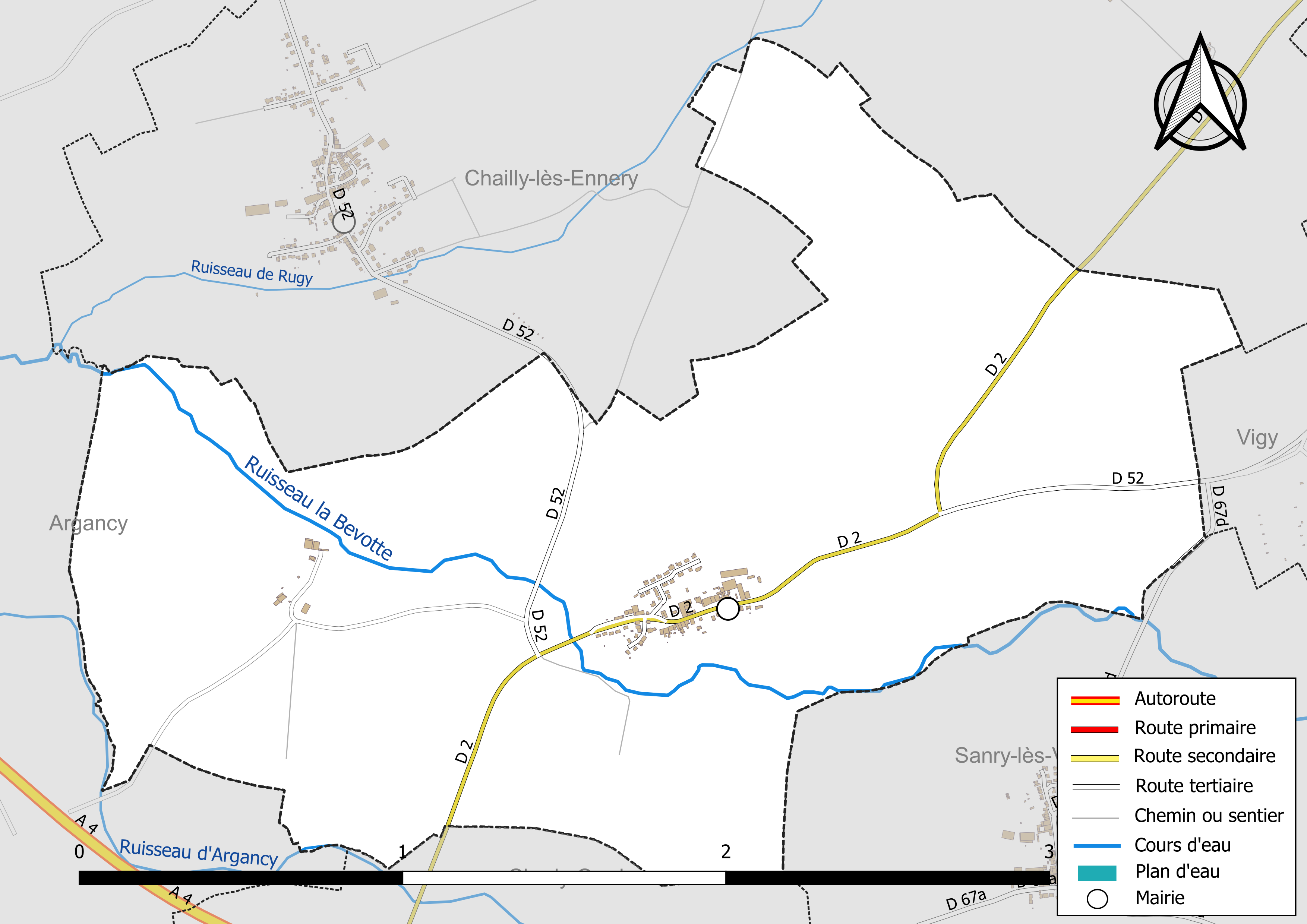
Réseaux hydrographique et routier d'Antilly.

La qualité des eaux des principaux cours d’eau de la commune, notamment du ruisseau la Bevotte, peut être consultée sur un site spécial géré par les agences de l'eau et l'Agence française pour la biodiversité.

### Climat
Pour des articles plus généraux, voir Climat du Grand Est et Climat de la Moselle.
En 2010, le climat de la commune est de type climat des marges montargnardes, selon une étude du Centre national de la recherche scientifique s'appuyant sur une série de données couvrant la période 1971-2000. En 2020, Météo-France publie une typologie des climats de la France métropolitaine dans laquelle la commune est exposée à un climat semi-continental et est dans la région climatique Lorraine, plateau de Langres, Morvan, caractérisée par un hiver rude (1,5 °C), des vents modérés et des brouillards fréquents en automne et hiver.
Pour la période 1971-2000, la température annuelle moyenne est de 9,7 °C, avec une amplitude thermique annuelle de 16,7 °C. Le cumul annuel moyen de précipitations est de 765 mm, avec 11,9 jours de précipitations en janvier et 9,3 jours en juillet. Pour la période 1991-2020, la température moyenne annuelle observée sur la station météorologique de Météo-France la plus proche, « Malancourt », sur la commune d'Amnéville à 11 km à vol d'oiseau, est de 10,2 °C et le cumul annuel moyen de précipitations est de 884,1 mm. 
La température maximale relevée sur cette station est de 39,3 °C, atteinte le 25 juillet 2019 ; la température minimale est de −17,9 °C, atteinte le 5 janvier 1985,,.
Les paramètres climatiques de la commune ont été estimés pour le milieu du siècle (2041-2070) selon différents scénarios d'émission de gaz à effet de serre à partir des nouvelles projections climatiques de référence DRIAS-2020. Ils sont consultables sur un site spécial publié par Météo-France en novembre 2022.

## Urbanisme

### Typologie
Au 1er janvier 2024, Antilly est catégorisée commune rurale à habitat dispersé, selon la nouvelle grille communale de densité à sept niveaux définie par l'Insee en 2022.
Elle est située hors unité urbaine. Par ailleurs la commune fait partie de l'aire d'attraction de Metz, dont elle est une commune de la couronne,. Cette aire, qui regroupe 245 communes, est catégorisée dans les aires de 200 000 à moins de 700 000 habitants,.

### Occupation des sols
L'occupation des sols de la commune, telle qu'elle ressort de la base de données européenne d’occupation biophysique des sols Corine Land Cover (CLC), est marquée par l'importance des territoires agricoles (99,6 % en 2018), une proportion identique à celle de 1990 (99,6 %). La répartition détaillée en 2018 est la suivante : 
terres arables (92,9 %), zones agricoles hétérogènes (6,5 %), forêts (0,4 %), prairies (0,2 %). L'évolution de l’occupation des sols de la commune et de ses infrastructures peut être observée sur les différentes représentations cartographiques du territoire : la carte de Cassini (XVIIIe siècle), la carte d'état-major (1820-1866) et les cartes ou photos aériennes de l'IGN pour la période actuelle (1950 à aujourd'hui).

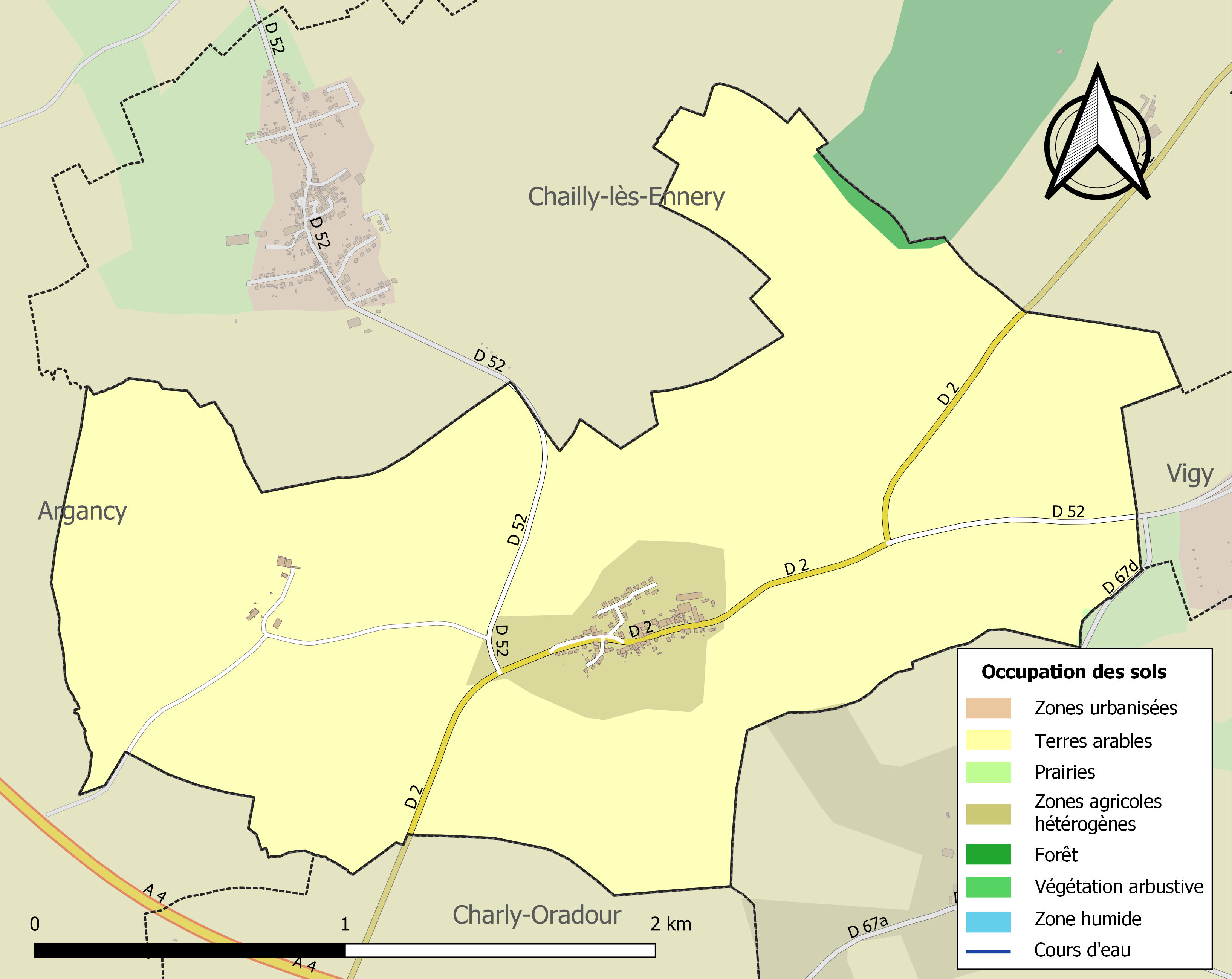
Carte des infrastructures et de l'occupation des sols de la commune en 2018 (CLC).

## Toponymie
Évolution du nom du village (date à laquelle le nom apparait) : Antiley (1297) ; Antillon (1424) ; Antilley (1435) ; Antillei (1474) ; Antelley (1493) ; Antely (1641) ; Anthilly (1756) ; Antullen (1915–1918) ; Antingen (1940–1944). 
- Anc’hi en lorrain roman[14]. Enderchen et Enterchen en francique lorrain.

## Histoire
Une voie romaine traverse le ban communal.
Autrefois, la commune dépendait de l'ancienne province des Trois-Évêchés et était un village du Haut-Chemin dans le Pays messin, fief épiscopal de grandes familles de Metz. Le village fut incendié en 1223 et 1404, puis dévasté par Bernard de Lutzelbourg en 1493. En 1817, Antilly, village de l'ancienne province des Trois-Évéchés, avait pour annexe le hameau, château de Buy. À cette époque, il y avait 229 habitants répartis dans 34 maisons.

## Politique et administration
| Période | Période  | Identité          | Étiquette | Qualité |
| ------- | -------- | ----------------- | --------- | ------- |
| 1965    | 1983     | Paul Ledure       |           |         |
| 1983    | 1989     | Gérard Jacquemart |           |         |
| 1989    | 2020     | Claude Petitgand  |           |         |
| 2020    | En cours | Arnaud Demuynck   |           |         |

## Démographie
L'évolution du nombre d'habitants est connue à travers les recensements de la population effectués dans la commune depuis 1793. Pour les communes de moins de 10 000 habitants, une enquête de recensement portant sur toute la population est réalisée tous les cinq ans, les populations de référence des années intermédiaires étant quant à elles estimées par interpolation ou extrapolation. Pour la commune, le premier recensement exhaustif entrant dans le cadre du nouveau dispositif a été réalisé en 2007.

En 2022, la commune comptait 195 habitants, en évolution de +16,77 % par rapport à 2016 (Moselle : +0,52 %, France hors Mayotte : +2,11 %).
| 1793 | 1800 | 1806 | 1821 | 1836 | 1841 | 1861 | 1866 | 1871 |
| ---- | ---- | ---- | ---- | ---- | ---- | ---- | ---- | ---- |
| 210  | 203  | 213  | 149  | 148  | 147  | 133  | 139  | 120  |

| 1875 | 1880 | 1885 | 1890 | 1895 | 1900 | 1905 | 1910 | 1921 |
| ---- | ---- | ---- | ---- | ---- | ---- | ---- | ---- | ---- |
| 104  | 109  | 120  | 105  | 101  | 114  | 120  | 139  | 120  |

| 1926 | 1931 | 1936 | 1946 | 1954 | 1962 | 1968 | 1975 | 1982 |
| ---- | ---- | ---- | ---- | ---- | ---- | ---- | ---- | ---- |
| 120  | 105  | 118  | 108  | 107  | 103  | 95   | 117  | 111  |

| 1990 | 1999 | 2006 | 2007 | 2012 | 2017 | 2022 | - | - |
| ---- | ---- | ---- | ---- | ---- | ---- | ---- | - | - |
| 94   | 107  | 115  | 116  | 133  | 172  | 195  | - | - |

## Culture locale et patrimoine

### Lieux et monuments

#### Buy
- château de Buy du XVIIe siècle ; restes d'enceinte, dont quatre tours d'angle, puits dans la cour (IMH) ; ouvertures du XVIIIe siècle, cheminées anciennes, toit du puits en pierre à l'impériale ;
- croix « à la mémoire de Charles Ancillon de Buy, commandant de cavalerie, chevalier de la Légion d’honneur, le 27 septembre 1857. Priez pour lui. Veillez car vous ne savez pas à quelle heure le seigneur doit venir. »
- puits à roue.

#### Antilly
- château construit au XVIIIe siècle appartenant entre autres aux familles Goussaud et de Turmel est devenu par la suite une habitation d'exploitation agricole. Le bâtiment actuel a été remanié mais a tout de même conservé une partie de ses ouvertures d'origine. Au début du XIXe siècle, le château appartenait encore à Joseph de Turmel, maire de Metz et député de la Moselle de 1820 à 1830.
- voie romaine traverse le ban communal ;
- voies vertes[19] ;
- calvaire de la Résurrection des morts, restauré en partie, la croix manque ;
- calvaire au milieu du village, 1753 (?) ;
- croix érigée y la gloire de Dieu par Chistine Nicolas, on peut y lire l'inscription « En mémoire du défunt derpastemps son mary Leovel, décédé le 5 janvier 1719. Eriez eieu pour son âme et pour celle de Eominique Demange. Fait par Jean Gama. » ;
- pigeonnier de la ferme.

#### Édifice religieux
- église Saint-Barthélémy de style néo-gothique a été construite en 1863.

### Héraldique
| Blason de Antilly | Blason  | Écartelé : aux 1er et 4e d'azur à la palme d'argent posée en bande, au 2e de gueules à trois annelets entrelacés d'or, au 3e de gueules au chevron d'or, accompagné en chef de deux croissants d'argent et en pointe d'une étoile du même. |
| Blason de Antilly | Détails | Armes de la famille Goussaud qui possédait la seigneurie au XVIIIe siècle. Le statut officiel du blason reste à déterminer. |

## Pour approfondir